# Kanton Matoury
Kanton Matoury is een kanton van het Franse departement Frans-Guyana. Kanton Matoury maakt deel uit van het arrondissement Cayenne en telt 24.893 inwoners (2007).

## Gemeenten
Het kanton Matoury omvat de volgende gemeente:
- Matoury